# Asienspiele 2010/Leichtathletik
| Medaillenspiegel Leichtathletik (nach 47 von 47 Entscheidungen) | Medaillenspiegel Leichtathletik (nach 47 von 47 Entscheidungen) | Medaillenspiegel Leichtathletik (nach 47 von 47 Entscheidungen) | Medaillenspiegel Leichtathletik (nach 47 von 47 Entscheidungen) | Medaillenspiegel Leichtathletik (nach 47 von 47 Entscheidungen) | Medaillenspiegel Leichtathletik (nach 47 von 47 Entscheidungen) |
| Platz                                                           | Land                                                            | Gold                                                            | Silber                                                          | Bronze                                                          | Gesamt                                                          |
| --------------------------------------------------------------- | --------------------------------------------------------------- | --------------------------------------------------------------- | --------------------------------------------------------------- | --------------------------------------------------------------- | --------------------------------------------------------------- |
| 01                                                              | Volksrepublik China                                             | 13                                                              | 15                                                              | 8                                                               | 36                                                              |
| 02                                                              | Indien                                                          | 5                                                               | 2                                                               | 5                                                               | 12                                                              |
| 03                                                              | Bahrain                                                         | 5                                                               | —                                                               | 4                                                               | 9                                                               |
| 04                                                              | Japan                                                           | 4                                                               | 8                                                               | 8                                                               | 20                                                              |
| 05                                                              | Kasachstan                                                      | 4                                                               | 4                                                               | 3                                                               | 11                                                              |
| 06                                                              | Südkorea                                                        | 4                                                               | 3                                                               | 3                                                               | 10                                                              |
| 07                                                              | Katar                                                           | 3                                                               | 3                                                               | 4                                                               | 10                                                              |
| 08                                                              | Saudi-Arabien                                                   | 3                                                               | 2                                                               | 3                                                               | 8                                                               |
| 09                                                              | Usbekistan                                                      | 2                                                               | 3                                                               | 3                                                               | 8                                                               |
| 10                                                              | Iran                                                            | 2                                                               | 3                                                               | —                                                               | 5                                                               |
| 11                                                              | Thailand                                                        | 1                                                               | —                                                               | 2                                                               | 3                                                               |
| 12                                                              | Tadschikistan                                                   | 1                                                               | —                                                               | —                                                               | 1                                                               |
| 13                                                              | Vietnam                                                         | —                                                               | 3                                                               | 2                                                               | 5                                                               |
| 14                                                              | Chinesisch Taipeh                                               | —                                                               | 1                                                               | 1                                                               | 2                                                               |
| 15                                                              | Irak                                                            | —                                                               | 1                                                               | —                                                               | 1                                                               |
| 16                                                              | Nordkorea                                                       | —                                                               | —                                                               | 1                                                               | 1                                                               |
| 0                                                               | Oman                                                            | —                                                               | —                                                               | 1                                                               | 1                                                               |
| 0                                                               | Vereinigte Arabische Emirate                                    | —                                                               | —                                                               | 1                                                               | 1                                                               |
| Gesamt                                                          | Gesamt                                                          | 47                                                              | 48                                                              | 49                                                              | 144                                                             |

Bei den Asienspielen 2010 in Guangzhou, China, wurden vom 21. bis 27. November 2010 47 Wettbewerbe in der Leichtathletik ausgetragen, 23 für Damen und 24 für die Herren.

## Ergebnisse

### Männer

#### 100 m
| Platz | Athlet                     | Land | Zeit (s) |
| ----- | -------------------------- | ---- | -------- |
| 1     | Lao Yi                     | CHN  | 10,24    |
| 2     | Yasir Baalghayth al-Nashri | KSA  | 10,26    |
| 3     | Barakat al-Harthi          | OMA  | 10,28    |
| 4     | Lai Chun Ho                | HKG  | 10,32    |
| 5     | Yahya Habeeb               | KSA  | 10,35    |
| 6     | Suryo Agung Wibowo         | INA  | 10,37    |
| 7     | Zheng Dongsheng            | CHN  | 10,38    |
| 8     | Tsui Chi Ho                | HKG  | 12,26    |

Wind: +1,7 m/s
Finale: 22. November

#### 200 m
| Platz          | Athlet              | Land | Zeit (s) |
| -------------- | ------------------- | ---- | -------- |
| 1              | Femi Ogunode        | QAT  | 20,43    |
| 2              | Kenji Fujimitsu     | JPN  | 20,74    |
| 3              | Omar Jouma al-Salfa | VAE  | 20,83    |
| 4              | Liang Jiahong       | CHN  | 21,02    |
| 5              | Jeong Duk-hyung     | KOR  | 21,02    |
| 6              | Abdullah al-Sooli   | OMA  | 21,37    |
|                | Suresh Sathya       | IND  | DSQ      |
| Samuel Francis | QAT                 | DNS  |          |

Wind: +1,4 m/s
Finale: 25. November
Der Inder Suresh Sathya gelangte ursprünglich in 21,07 s auf den sechsten Platz, wurde im Nachhinein aber wegen eines Dopingvergehens disqualifiziert.

#### 400 m
| Platz | Athlet               | Land | Zeit (s) |
| ----- | -------------------- | ---- | -------- |
| 1     | Femi Ogunode         | QAT  | 45,12    |
| 2     | Yūzō Kanemaru        | JPN  | 45,32    |
| 3     | Youssef Masrahi      | KSA  | 45,71    |
| 4     | Liu Xiaosheng        | CHN  | 46,34    |
| 5     | Chang Pengben        | CHN  | 46,65    |
| 6     | Prasanna Amarasekara | LKA  | 47,05    |
| 7     | Ismail al-Sabiani    | KSA  | 47,11    |
| 8     | Yūsuke Ishitsuka     | JPN  | 47,49    |

Finale: 22. November

#### 800 m
| Platz | Athlet                   | Land | Zeit (min) |
| ----- | ------------------------ | ---- | ---------- |
| 1     | Sajjad Moradi            | IRI  | 1:45,45 GR |
| 2     | Adnan Taess Akkar        | IRQ  | 1:45,88    |
| 3     | Musaeb Abdulrahman Balla | QAT  | 1:46,19    |
| 4     | Masato Yokota            | JPN  | 1:46,48    |
| 5     | Mohammed al-Salhi        | KSA  | 1:46,86    |
| 6     | Mohammad al-Azemi        | IOC  | 1:47,51    |
| 7     | Belal Mansoor Ali        | BHR  | 1:49,03    |
|       | Amir Moradi              | IRI  | DNF        |

Finale: 25. November

#### 1500 m
| Platz | Athlet              | Land | Zeit (min) |
| ----- | ------------------- | ---- | ---------- |
| 1     | Mohammed Shaween    | KSA  | 3:36,49 GR |
| 2     | Sajjad Moradi       | IRI  | 3:37,09    |
| 3     | Belal Mansoor Ali   | BHR  | 3:38,39    |
| 4     | Emad Hamed Nour     | KSA  | 3:39,35    |
| 5     | Zhang Haikun        | CHN  | 3:41,67    |
| 6     | Sandeep Karan Singh | IND  | 3:42,79    |
| 7     | Chatholi Hamza      | IND  | 3:44,25    |
| 8     | Artjom Kossinow     | KAZ  | 3:44,77    |

Finale: 23. November

#### 5000 m
| Platz | Athlet            | Land | Zeit (min) |
| ----- | ----------------- | ---- | ---------- |
| 1     | Ali Hasan Mahboob | BHR  | 13:47,86   |
| 2     | James Kwalia      | QAT  | 13:48,55   |
| 3     | Felix Kibore      | QAT  | 13:49,31   |
| 4     | Dejene Regassa    | BHR  | 13:50,60   |
| 5     | Abdullah al-Joud  | KSA  | 13:52,34   |
| 6     | Kensuke Takezawa  | JPN  | 13:54,11   |
| 7     | Baek Seung-ho     | KOR  | 13:56,18   |
| 8     | Sunil Kumar       | IND  | 14:01,76   |

21. November

#### 10.000 m
| Platz | Athlet             | Land | Zeit (min)  |
| ----- | ------------------ | ---- | ----------- |
| 1     | Bilisuma Shugi     | BHR  | 27:32,72 GR |
| 2     | Essa Ismail Rashed | QAT  | 27:33,09    |
| 3     | Ali Hasan Mahboob  | BHR  | 27:40,09    |
| 4     | Mukhlid al-Otaibi  | KSA  | 28:22,13    |
| 5     | Baek Seung-ho      | KOR  | 28:52,13    |
| 6     | Satoru Kitamura    | JPN  | 28:52,39    |
| 7     | James Kwalia       | QAT  | 28:55,14    |
| 8     | Suresh Kumar       | IND  | 28:59,98    |

26. November

#### Marathon
| Platz | Athlet               | Land | Zeit (h) |
| ----- | -------------------- | ---- | -------- |
| 1     | Ji Young-jun         | KOR  | 2:11:11  |
| 2     | Yukihiro Kitaoka     | JPN  | 2:12:46  |
| 3     | Mubarak Hassan Shami | QAT  | 2:12:53  |
| 4     | Dong Guojian         | CHN  | 2:14:48  |
| 5     | Khalid Kamal Yaseen  | BHR  | 2:15:52  |
| 6     | Pak Song-chol        | PRK  | 2:18:16  |
| 7     | Tomoyuki Satō        | JPN  | 2:18:24  |
| 8     | Ren Longyun          | CHN  | 2:18:43  |

27. November

#### 20 km Gehen
| Platz | Athlet          | Land | Zeit (h) |
| ----- | --------------- | ---- | -------- |
| 1     | Wang Hao        | CHN  | 1:20:50  |
| 2     | Chu Yafei       | CHN  | 1:21:57  |
| 3     | Kim Hyun-sub    | KOR  | 1:22:47  |
| 4     | Isamu Fujisawa  | JPN  | 1:24:00  |
| 5     | Yūsuke Suzuki   | JPN  | 1:25:50  |
| 6     | Harminder Singh | IND  | 1:26:33  |
| 7     | Baljinder Singh | IND  | 1:28:06  |
| 8     | Ayoob Sarwashi  | VAE  | 1:36:41  |

21. November

#### 50 km Gehen
| Platz | Athlet           | Land | Zeit (h)   |
| ----- | ---------------- | ---- | ---------- |
| 1     | Si Tianfeng      | CHN  | 3:47:04 GR |
| 2     | Li Lei           | CHN  | 3:47:34    |
| 3     | Kōichirō Morioka | JPN  | 3:47:41    |
| 4     | Yim Jung-hyun    | KOR  | 3:53:24    |
| 5     | Kim Dong-young   | KOR  | 3:52:52    |

27. November

#### 110 m Hürden
| Platz | Athlet            | Land | Zeit (s) |
| ----- | ----------------- | ---- | -------- |
| 1     | Liu Xiang         | CHN  | 13,09 GR |
| 2     | Shi Dongpeng      | CHN  | 13,38    |
| 3     | Park Tae-kyong    | KOR  | 13,48    |
| 4     | Ahmed al-Muwallad | KSA  | 13,77    |
| 5     | Tasuku Tanonaka   | JPN  | 13,81    |
| 6     | Jamras Rittidet   | THA  | 13,81    |
| 7     | Yūto Aoki         | JPN  | 14,03    |
|       | Rouhollah Askari  | IRI  | DNF      |

Wind: +1,1 m/s
Finale: 24. November

#### 400 m Hürden
| Platz           | Athlet              | Land | Zeit (s) |
| --------------- | ------------------- | ---- | -------- |
| 1               | Joseph Abraham      | IND  | 49,96    |
| 2               | Bandar Sharahili    | KSA  | 50,29    |
| 3               | Naohiro Kawakita    | JPN  | 50,37    |
| 4               | Jewgeni Meleschenko | KAZ  | 51,34    |
| 5               | Wiktor Leptikow     | KAZ  | 52,45    |
|                 | Kenji Narisako      | JPN  | DSQ      |
| Mubarak al-Nubi | QAT                 | DNS  |          |
| Meng Yan        | CHN                 | DNS  |          |

Finale: 25. November

#### 3000 m Hindernis
| Platz | Athlet              | Land | Zeit (min) |
| ----- | ------------------- | ---- | ---------- |
| 1     | Tareq Mubarak Taher | BHR  | 8:25,89 GR |
| 2     | Thamer Kamal Ali    | QAT  | 8:26,27    |
| 3     | Ali al-Amri         | KSA  | 8:30,96    |
| 4     | Zakrya Ali Kamil    | QAT  | 8:38,71    |
| 5     | Tsuyoshi Takeda     | JPN  | 8:41,26    |
| 6     | Elam Singh          | IND  | 8:47,34    |
| 7     | Wu Wen-Chien        | TWN  | 9:00,80    |
| 8     | Rene Herrera        | PHI  | 9:02,93    |

23. November

#### 4 × 100 m Staffel
| Platz | Land                | Athleten | Zeit (s) |
| ----- | ------------------- | --- | -------- |
| 1     | Volksrepublik China | Lu Bin Liang Jiahong Su Bingtian Lao Yi                                                                     | 38,78 GR |
| 2     | Taiwan              | Wang Wen-tang Liu Yuan-kai Tsai Meng-lin Yi Wei-chen                                                        | 39,05    |
| 3     | Thailand            | Poommanus Jankem Wachara Sondee Jirapong Meenapra Sittichai Suwonprateep                                    | 39,09    |
| 4     | Hongkong            | Tang Yik Chun Lai Chun Ho Yik Siu Keung Tsui Chi Ho                                                         | 39,62    |
| 5     | Indonesien          | Mohd Fadlin Suryo Agung Wibowo Farrel Octaviandi Franklin Burumi                                            | 39,87    |
| 6     | Saudi-Arabien       | Mussa Howsawi Yasir Baalghayth al-Nashri Yahya Habeeb Ahmed al-Muwallad Im Vorlauf: Faris Sharahili         | 40,01    |
| 7     | Oman                | Farhad al-Jabri Yahya al-Noufali Abdullah al-Sooli Barakat al-Harthi                                        | 40,02    |
|       | Indien              | Rahamatulla Molla Suresh Sathya Shameer Mon Abdul Najeeb Qureshi Im Vorlauf: Bharmappa Nagaraj Ritesh Anand | DSQ      |

Finale: 26. November
Die indische Mannschaft klassierte sich ursprünglich auf dem vierten Platz, wurde aber wegen eines Dopingverstoßes von Suresh Sathya im Nachhinein disqualifiziert.

#### 4 × 400 m Staffel
| Platz | Land                | Athleten | Zeit (min) |
| ----- | ------------------- | --- | ---------- |
| 1     | Saudi-Arabien       | Ismail al-Sabiani Mohammed al-Salhi Hamed Hamadan al-Bishi Youssef Masrahi Im Vorlauf: Mohammed Ali al-Bishi | 3:02,30    |
| 2     | Japan               | Yūsuke Ishitsuka Kenji Fujimitsu Hideyuki Hirose Yūzō Kanemaru Im Vorlauf: Naohiro Kawakita                  | 3:02,43    |
| 3     | Volksrepublik China | Lin Yang Deng Shijie Chang Pengben Liu Xiaosheng Im Vorlauf: You Cheng                                       | 3:03,66    |
| 4     | Indien              | Kunhu Muhammed Bibin Mathew Premanand Jayakumar Shake Mortaja Im Vorlauf: Jithin Paul V. B. Bineesh          | 3:06,49    |
| 5     | Sri Lanka           | Prasanna Amarasekara Rohita Imiya Mudiyanselage Uditha Wickramasinghe Kasun Kalhar Senevirathne              | 3:07,97    |
| 6     | Südkorea            | Lim Chan-ho Cho Sung-kwon Choi Myung-jun Lee Seung-yun                                                       | 3:09,97    |
| 7     | Thailand            | Nitat Kaewkhong Saharat Sammayan Somporn Chuaychat Chanatip Ruckburee Im Vorlauf: Arnon Jaiaree              | 3:12,18    |

Finale: 26. November
Im Finale gingen nur sieben Staffeln an den Start, da die einzigen beiden weiteren Teams aus dem Iran und dem Irak im Vorlauf disqualifiziert wurden.

#### Hochsprung
| Platz | Athlet              | Land | Höhe (m) |
| ----- | ------------------- | ---- | -------- |
| 1     | Mutaz Essa Barshim  | QAT  | 2,27     |
| 2     | Hiromi Takahari     | JPN  | 2,23     |
| 3     | Rashid al-Mannai    | QAT  | 2,19     |
| 3     | Huang Haiqiang      | CHN  | 2,19     |
| 3     | Witali Zykunow      | KAZ  | 2,19     |
| 6     | Manjula Kumara      | LKA  | 2,19     |
| 7     | Hashem al-Oqaibi    | KSA  | 2,19     |
| 8     | Keyvan Ghanbarzadeh | IRI  | 2,19     |

Finale: 23. November

#### Stabhochsprung
| Platz | Athlet              | Land | Höche (m) |
| ----- | ------------------- | ---- | --------- |
| 1     | Yang Yansheng       | CHN  | 5,50      |
| 2     | Leonid Andreyev     | UZB  | 5,30      |
| 2     | Kim Yoo-suk         | KOR  | 5,30      |
| 4     | Mohsen Rabbani      | IRN  | 5,20      |
| 5     | Takafumi Suzuki     | JPN  | 5,20      |
| 6     | Sompong Saombankuay | THA  | 5,00      |
| 7     | Fahed al-Mershad    | IOC  | 4,80      |
| 7     | Yun Dae-uk          | KOR  | 4,80      |

22. November

#### Weitsprung
| Platz | Athlet               | Land | Weite (m) |
| ----- | -------------------- | ---- | --------- |
| 1     | Kim Deok-hyeon       | KOR  | 8,11      |
| 2     | Su Xiongfeng         | CHN  | 8,05      |
| 3     | Hussein al-Sabee     | KSA  | 7,96      |
| 4     | Yōhei Sugai          | JPN  | 7,63      |
| 5     | Supanara Sukhasvasti | THA  | 7,54      |
| 6     | Henry Dagmil         | PHI  | 7,52      |
| 7     | Maha Singh           | IND  | 7,44      |
| 8     | Konstantin Safronow  | KAZ  | 7,41      |

24. November

#### Dreisprung
| Platz | Athlet              | Land | Weite (m) |
| ----- | ------------------- | ---- | --------- |
| 1     | Li Yanxi            | CHN  | 16,94     |
| 2     | Jewgeni Ektow       | KAZ  | 16,86     |
| 3     | Cao Shuo            | CHN  | 16,84     |
| 4     | Renjith Maheswary   | IND  | 16,76     |
| 5     | Kim Deok-hyeon      | KOR  | 16,56     |
| 6     | Roman Walijew       | KAZ  | 16,51     |
| 7     | Amarjeet Singh      | IND  | 16,15     |
| 8     | Theerayut Philakong | THA  | 15,73     |

26. November

#### Kugelstoßen
| Platz | Athlet                   | Land | Weite (m) |
| ----- | ------------------------ | ---- | --------- |
| 1     | Sultan al-Habashi        | KSA  | 20,57 GR  |
| 2     | Zhang Jun                | CHN  | 19,59     |
| 3     | Chang Ming-huang         | TPE  | 19,48     |
| 4     | Om Prakash Karhana       | IND  | 19,17     |
| 5     | Amin Nikfar              | IRN  | 19,08     |
| 6     | Khalid Habash al-Suwaidi | QAT  | 18,02     |
| 7     | Hwang In-sung            | KOR  | 17,87     |
| 8     | Jung Il-woo              | KOR  | 16,94     |

26. November
Der ursprünglich sechstplatzierte Inder Sourabh Vij wurde nachträglich wegen eines Dopingverstoßes disqualifiziert.

#### Diskuswurf
| Platz | Athlet                  | Land | Weite (m) |
| ----- | ----------------------- | ---- | --------- |
| 1     | Ehsan Hadadi            | IRI  | 67,99 GR  |
| 2     | Mohammad Samimi         | IRN  | 63,46     |
| 3     | Vikas Gowda             | IND  | 63,13     |
| 4     | Rashid Shafi al-Dosari  | QAT  | 60,98     |
| 5     | Shigeo Hatakeyama       | JPN  | 56,89     |
| 6     | Haidar Abdul Shadid     | IRQ  | 55,44     |
| 7     | Choi Jong-bum           | KOR  | 54,73     |
| 8     | Essa Mohamed al-Zenkawi | IOC  | 54,19     |

24. November
Ursprünglich gewann der Katari Ahmed Mohamed Dheeb mit 64,56 m die Silbermedaille. Diese wurde ihm aber wegen eines Dopingvergehens im Nachhinein aberkannt.

#### Hammerwurf
| Platz | Athlet                 | Land | Weite (m) |
| ----- | ---------------------- | ---- | --------- |
| 1     | Dilschod Nasarow       | TJK  | 76,44     |
| 2     | Kaveh Mousavi          | IRN  | 68,90     |
| 3     | Hiroaki Doi            | JPN  | 68,72     |
| 4     | Ali Mohamed al-Zankawi | IOC  | 68,65     |
| 5     | Amanmyrat Hommadow     | TKM  | 67,93     |
| 6     | Lee Yoon-chul          | KOR  | 67,55     |
| 7     | Mohamed Faraj al-Kaabi | QAT  | 67,02     |
| 8     | Döwletgeldi Mamedow    | TKM  | 64,73     |

21. November

#### Speerwurf
| Platz | Athlet            | Land | Weite (m) |
| ----- | ----------------- | ---- | --------- |
| 1     | Yukifumi Murakami | JPN  | 83,15     |
| 2     | Park Jae-myong    | KOR  | 79,92     |
| 3     | Rinat Tarzumanov  | UZB  | 79,65     |
| 4     | Qin Qiang         | CHN  | 78,51     |
| 5     | Jiang Xingyu      | CHN  | 77,17     |
| 6     | Rajender Singh    | IND  | 74,70     |
| 7     | Mehdi Ravaei      | IRN  | 74,31     |
| 8     | Kashinath Naik    | IND  | 73,96     |

26. November

#### Zehnkampf
| Platz             | Athlet                  | Land | Punkte  |
| ----------------- | ----------------------- | ---- | ------- |
| 1                 | Dmitri Karpow           | KAZ  | 8026    |
| 2                 | Kim Kun-woo             | KOR  | 7808    |
| 3                 | Vũ Văn Huyện            | VIE  | 7755 NR |
| 4                 | Keisuke Ushiro          | JPN  | 7702    |
| 5                 | Yu Bin                  | CHN  | 7586    |
| 6                 | Rifat Ortiqov           | UZB  | 7568    |
|                   | Mohammed Jasem al-Qaree | KSA  | DNF     |
| Bharatinder Singh | IND                     | DNF  |         |
| P. J. Vinod       | IND                     | DNF  |         |
| Hadi Sepehrzad    | IRN                     | DNF  |         |

24./25. November

### Frauen

#### 100 m
| Platz | Athletin          | Land | Zeit (s) |
| ----- | ----------------- | ---- | -------- |
| 1     | Chisato Fukushima | JPN  | 11,33    |
| 2     | Goʻzal Xubbiyeva  | UZB  | 11,34    |
| 3     | Vũ Thị Hương      | VIE  | 11,43    |
| 4     | Momoko Takahashi  | JPN  | 11,50    |
| 5     | Tao Yujia         | CHN  | 11,63    |
| 6     | Neeranuch Klomdee | THA  | 11,68    |
| 7     | Ye Jiabei         | CHN  | 11,71    |
| 8     | Lê Ngọc Phượng    | VIE  | 11,76    |

Finale: 22. November
Wind: +1,2 m/s

#### 200 m
| Platz | Athletin          | Land | Zeit (s) |
| ----- | ----------------- | ---- | -------- |
| 1     | Chisato Fukushima | JPN  | 23,62    |
| 2     | Vũ Thị Hương      | VIE  | 23,74    |
| 3     | Goʻzal Xubbiyeva  | UZB  | 23,87    |
| 4     | Gretta Taslakian  | LBN  | 23,90    |
| 5     | Sathi Geetha      | IND  | 23,91    |
| 6     | Momoko Takahashi  | JPN  | 23,97    |
| 7     | Liang Qiuping     | CHN  | 24,13    |
| 8     | Maryam Tousi      | IRN  | 24,56    |

Finale: 25. November
Wind: +1,1 m/s

#### 400 m
| Platz | Athletin            | Land | Zeit (s) |
| ----- | ------------------- | ---- | -------- |
| 1     | Olga Tereschkowa    | KAZ  | 51,97    |
| 2     | Asami Chiba         | JPN  | 52,68    |
| 3     | Marina Masljonko    | KAZ  | 52,70    |
| 4     | Mandeep Kaur        | IND  | 52,99    |
| 5     | Manjeet Kaur        | IND  | 53,27    |
| 6     | Tang Xiaoyin        | CHN  | 53,55    |
| 7     | Chen Lin            | CHN  | 53,82    |
| 8     | Chandrika Rasnayake | LKA  | 55,05    |

Finale: 22. November

#### 800 m
| Platz | Athletin           | Land | Zeit (min) |
| ----- | ------------------ | ---- | ---------- |
| 1     | Margarita Mazko    | KAZ  | 2:00,29    |
| 2     | Trương Thanh Hằng  | VIE  | 2:00,91    |
| 3     | Tintu Lukka        | IND  | 2:01,36    |
| 4     | Akari Kishikawa    | JPN  | 2:03,73    |
| 5     | Ruriko Kubo        | JPN  | 2:04,52    |
| 6     | Maryam Yusuf Jamal | BHR  | 2:06,07    |
| 7     | Sinimole Paulose   | IND  | 2:06,95    |
| 8     | Genzeb Shumi       | BHR  | 2:08,38    |

Finale: 25. November

#### 1500 m
| Platz | Athletin           | Land | Zeit (min) |
| ----- | ------------------ | ---- | ---------- |
| 1     | Maryam Yusuf Jamal | BHR  | 4:08,22    |
| 2     | Trương Thanh Hằng  | VIE  | 4:09,58    |
| 3     | Mimi Belete        | BHR  | 4:10,42    |
| 4     | Su Qian            | CHN  | 4:11,76 PB |
| 5     | Jhuma Khatun       | IND  | 4:13,46    |
| 6     | Mika Yoshikawa     | JPN  | 4:16,42    |
| 7     | Jaisha Orchatteri  | IND  | 4:19,62    |
| 8     | Betlhem Desalegn   | VAE  | 4:19,99    |

23. November

#### 5000 m
| Platz | Athletin            | Land | Zeit (min)  |
| ----- | ------------------- | ---- | ----------- |
| 1     | Mimi Belete         | BHR  | 15:15,59    |
| 2     | Preeja Sreedharan   | IND  | 15:15,89    |
| 3     | Kavita Tungar       | IND  | 15:16,54    |
| 4     | Kareema Saleh Jasim | BHR  | 15:20,01    |
| 5     | Kayoko Fukushi      | JPN  | 15:25,08    |
| 6     | Wiktorija Poljudina | KGZ  | 15:29,28 NR |
| 7     | Xue Fei             | CHN  | 15:44,09    |
| 8     | Ryōko Kizaki        | JPN  | 15:58,85    |

26. November

#### 10.000 m
| Platz | Athletin            | Land | Zeit (min)  |
| ----- | ------------------- | ---- | ----------- |
| 1     | Preeja Sreedharan   | IND  | 31:50,47    |
| 2     | Kavita Tungar       | IND  | 31:51,44    |
| 3     | Shitaye Eshete      | BHR  | 31:53,27    |
| 4     | Kayoko Fukushi      | JPN  | 31:55,54    |
| 5     | Hikari Yoshimoto    | JPN  | 32:06,73    |
| 6     | Wiktorija Poljudina | KGZ  | 32:16,34 NR |
| 7     | Tejitu Daba         | BHR  | 32:21,29    |
| 8     | Bai Xue             | CHN  | 32:39,13    |

21. November

#### Marathon
| Platz | Athletin         | Land | Zeit (h) |
| ----- | ---------------- | ---- | -------- |
| 1     | Zhou Chunxiu     | CHN  | 2:25:00  |
| 2     | Zhu Xiaolin      | CHN  | 2:26:35  |
| 3     | Kim Kum-ok       | PRK  | 2:27:06  |
| 4     | Triyaningsih     | INA  | 2:31:49  |
| 5     | Kiyoko Shimahara | JPN  | 2:32:11  |
| 6     | Lishan Dula      | BHR  | 2:33:56  |
| 7     | Yuri Kanō        | JPN  | 2:36:40  |
| 8     | Jon Kyong-hui    | PRK  | 2:37:22  |

27. November

#### 20 km Gehen
| Platz | Athletin          | Land | Zeit (h)   |
| ----- | ----------------- | ---- | ---------- |
| 1     | Liu Hong          | CHN  | 1:30:06 GR |
| 2     | Masumi Fuchise    | JPN  | 1:30:34    |
| 3     | Li Yanfei         | CHN  | 1:32:34    |
| 4     | Mayumi Kawasaki   | JPN  | 1:35:13    |
| 5     | Jeon Yeong-eun    | KOR  | 1:40:24    |
| 6     | Kay Khing Myo Tun | MYA  | 1:46:45    |

23. November

#### 100 m Hürden
| Platz | Athletin              | Land | Zeit (s) |
| ----- | --------------------- | ---- | -------- |
| 1     | Lee Yeon-kyung        | KOR  | 13,23    |
| 2     | Natalja Iwoninskaja   | KAZ  | 13,24    |
| 3     | Sun Yawei             | CHN  | 13,27    |
| 4     | Anastassija Soprunowa | KAZ  | 13,28    |
| 5     | Asuka Terada          | JPN  | 13,29    |
| 6     | Dedeh Erawati         | INA  | 13,42    |
| 7     | Wallapa Punsoongneun  | THA  | 13,59    |
|       | Rena Jōshita          | JPN  | DNS      |

Finale: 25. November
Wind: 0,0 m/s

#### 400 m Hürden
| Platz | Athletin              | Land | Zeit (s) |
| ----- | --------------------- | ---- | -------- |
| 1     | Ashwini Akkunji       | IND  | 56,15 PB |
| 2     | Wang Xing             | CHN  | 56,76    |
| 3     | Satomi Kubokura       | JPN  | 56,83    |
| 4     | Jauna Murmu           | IND  | 56,88    |
| 5     | Noraseela Mohd Khalid | MAS  | 57,22    |
| 6     | Natalya Asanova       | UZB  | 57,25    |
| 7     | Miyabi Tago           | JPN  | 57,35    |
| 8     | Yang Qi               | CHN  | 58,67    |

Finale: 25. November

#### 3000 m Hindernis
| Platz | Athletin            | Land | Zeit (min)  |
| ----- | ------------------- | ---- | ----------- |
| 1     | Sudha Singh         | IND  | 09:55,67 GR |
| 2     | Jin Yuan            | CHN  | 09:55,71    |
| 3     | Minori Hayakari     | JPN  | 10:01,25    |
| 4     | Kareema Saleh Jasim | BHR  | 10:05,60 PB |
| 5     | Jaisha Orchatteri   | IND  | 10:18,97    |
| 6     | Aster Tesfaye       | BHR  | 11:00,64 PB |

21. November

#### 4 × 100 m Staffel
| Platz | Land                | Athletinnen                                                                             | Zeit (s) |
| ----- | ------------------- | --------------------------------------------------------------------------------------- | -------- |
| 1     | Thailand            | Phatsorn Jaksuninkorn Neeranuch Klomdee Jutamass Tawoncharoen Nongnuch Sanrat           | 44,09    |
| 2     | Volksrepublik China | Tao Yujia Liang Qiuping Jiang Lan Ye Jiabei                                             | 44,22    |
| 3     | Japan               | Mayumi Watanabe Momoko Takahashi Yumeka Sano Chisato Fukushima Im Vorlauf: Asuka Terada | 44,41    |
| 4     | Vietnam             | Lê Thị Mộng Tuyền Lê Ngọc Phượng Nguyễn Thị Thắm Vũ Thị Hương                           | 44,77    |
| 5     | Indien              | Sathi Geetha Srabani Nanda P. K. Priya H. M. Jyothi                                     | 45,23    |
| 6     | Malaysia            | Yee Yi Leng Nurul Sarah Kadir Norjannah Hafiszah Jamaludin Siti Zubaidah Adabi          | 45,54    |
| 7     | Hongkong            | Chan Ho Yee Leung Hau Sze Hui Man Ling Lam On Ki Im Vorlauf: Wan Kin Yee                | 46,40    |
|       | Sri Lanka           | Yamuna Niranjala Jani Chathurangani Sujani Buddika Chandrika Rasnayake                  | DNF      |

Finale: 26. November

#### 4 × 400 m Staffel
| Platz | Land                | Athletinnen                                                           | Zeit (min) |
| ----- | ------------------- | --------------------------------------------------------------------- | ---------- |
| 1     | Indien              | Manjeet Kaur Sini Jose Ashwini Akkunji Mandeep Kaur                   | 3:29,02 GR |
| 2     | Kasachstan          | Marina Masljonko Wiktorija Jalowzewa Margarita Mazko Olga Tereschkowa | 3:30,03    |
| 3     | Volksrepublik China | Zheng Zhihui Tang Xiaoyin Chen Lin Chen Jingwen                       | 3:30,89    |
| 4     | Japan               | Sayaka Aoki Asami Chiba Satomi Kubokura Chisato Tanaka                | 3:31,81    |
| 5     | Irak                | Dana Hussein Abdulrazak Inam al-Sudani Alaa Hikmat Gulustan Mahmood   | 3:45,44    |
| 6     | Myanmar             | Lai Lai Win Aye Aye Than Yin Yin Khine Kay Khine Lwin                 | 3:55,24    |

26. November

#### Hochsprung
| Platz | Athletin              | Land | Höhe (m) |
| ----- | --------------------- | ---- | -------- |
| 1     | Svetlana Radzivil     | UZB  | 1,95 GR  |
| 2     | Nadiya Dusanova       | UZB  | 1,93     |
| 3     | Anna Ustinowa         | KAZ  | 1,90     |
| 3     | Zheng Xingjuan        | CHN  | 1,90     |
| 5     | Noengrothai Chaipetch | THA  | 1,87     |
| 5     | Tatjana Jefimenko     | KGZ  | 1,80     |
| 7     | Wanida Boonwan        | THA  | 1,84     |
| 7     | Sahana Kumari         | IND  | 1,84     |

26. November

#### Stabhochsprung
| Platz | Athletin               | Land | Höche (m) |
| ----- | ---------------------- | ---- | --------- |
| 1     | Li Caixia              | CHN  | 4,30      |
| 2     | Li Ling                | CHN  | 4,30      |
| 3     | Tomomi Abiko           | JPN  | 4,15      |
| 4     | Choi Yun-hee           | KOR  | 4,15      |
| 5     | Roslinda Samsu         | MAS  | 4,00      |
| 6     | Chayanisa Chomchuendee | THA  | 3,80      |
|       | Rachel Yang            | SGP  | NM        |

24. November

#### Weitsprung
| Platz | Athletin          | Land | Weite (m) |
| ----- | ----------------- | ---- | --------- |
| 1     | Jung Soon-ok      | KOR  | 6,53      |
| 2     | Olga Rypakowa     | KAZ  | 6,50      |
| 3     | Yuliya Tarasova   | UZB  | 6,49      |
| 4     | Marestella Torres | PHI  | 6,49      |
| 5     | Kumiko Imura      | JPN  | 6,37      |
| 6     | Lu Minjia         | CHN  | 6,36      |
| 7     | Mayookha Johny    | IND  | 6,33      |
| 8     | Sachiko Masumi    | JPN  | 6,11      |

23. November

#### Dreisprung
| Platz | Athletin              | Land | Weite (m) |
| ----- | --------------------- | ---- | --------- |
| 1     | Olga Rypakowa         | KAZ  | 14,78 GR  |
| 2     | Xie Limei             | CHN  | 14,18     |
| 3     | Thitima Muangjan      | THA  | 13,85     |
| 4     | Aleksandra Kotlyarova | UZB  | 13,73     |
| 5     | Chen Yufei            | CHN  | 13,39     |
| 6     | Anastasiya Juravlyeva | UZB  | 13,38     |
| 7     | Chung Hye-kyong       | KOR  | 13,25     |
| 8     | Sirada Seechaichana   | THA  | 12,87     |

25. November

#### Kugelstoßen
| Platz | Athletin          | Land | Weite (m) |
| ----- | ----------------- | ---- | --------- |
| 1     | Li Ling           | CHN  | 19,94     |
| 2     | Gong Lijiao       | CHN  | 19,67     |
| 3     | Lee Mi-young      | KOR  | 17,51     |
| 4     | Lin Chia-ying     | TWN  | 17,06     |
| 5     | Zhang Guirong     | SGP  | 17,06     |
| 6     | Leila Rajabi      | IRN  | 16,51     |
| 7     | Safiya Burxonova  | UZB  | 16,06     |
| 8     | Pürveegiin Maamuu | MNG  | 11,94     |

21. November

#### Diskuswurf
| Platz | Athletin       | Land | Weite (m) |
| ----- | -------------- | ---- | --------- |
| 1     | Li Yanfeng     | CHN  | 66,18 GR  |
| 2     | Song Aimin     | CHN  | 64,04     |
| 3     | Krishna Poonia | IND  | 61,94     |
| 4     | Harwant Kaur   | IND  | 57,55     |
| 5     | Li Wen-hua     | TWN  | 55,42     |
| 6     | Yuka Murofushi | JPN  | 50,28     |
| 7     | Wan Lay Chi    | SGP  | 44,96     |

23. November

#### Hammerwurf
| Platz | Athletin       | Land | Weite (m) |
| ----- | -------------- | ---- | --------- |
| 1     | Zhang Wenxiu   | CHN  | 72,84     |
| 2     | Wang Zheng     | CHN  | 68,17     |
| 3     | Yuka Murofushi | JPN  | 62,94     |
| 4     | Hardeep Kaur   | IND  | 60,54     |
| 5     | Park Hee-seon  | KOR  | 57,53     |
| 6     | Kang Na-ru     | KOR  | 56,85     |
| 7     | Aýna Mämmedowa | TKM  | 50,60     |

22. November

#### Speerwurf
| Platz | Athletin               | Land | Weite (m) |
| ----- | ---------------------- | ---- | --------- |
| 1     | Yuki Ebihara           | JPN  | 61,56 GR  |
| 2     | Xue Juan               | CHN  | 58,72     |
| 3     | Li Lingwei             | CHN  | 57,51     |
| 4     | Kim Kyung-ae           | KOR  | 56,84     |
| 5     | Anastasiya Svechnikova | UZB  | 55,96     |
| 6     | Seo Hae-an             | KOR  | 55,21     |
| 7     | Natta Nachan           | THA  | 50,88     |
| 8     | Nadeeka Lakmali        | LKA  | 50,68     |

25. November

#### Siebenkampf
| Platz | Athletin             | Land | Punkte |
| ----- | -------------------- | ---- | ------ |
| 1     | Yuliya Tarasova      | UZB  | 5783   |
| 2     | Yuki Nakata          | JPN  | 5606   |
| 3     | Pramila Aiyappa      | IND  | 5415   |
| 4     | Sushmitha Singha Roy | IND  | 5051   |
| 5     | Lee Eun-im           | KOR  | 4887   |
| 6     | Sepideh Tavakoli     | IRN  | 4845   |
|       | Wassana Winatho      | THA  | DNF    |
|       | Alaa Hikmat          | IRQ  | DNS    |

22./23. November

## Abkürzungen
| - WR = Weltrekord - WJR = Juniorenweltrekord - OR = olympischer Rekord - YOR = olympischer Jugendrekord - AR = Kontinentalrekord - AJR = Juniorenkontinentalrekord - NR = nationaler Rekord - NJR = nationaler Juniorenrekord - CR = Meisterschaftsrekord - MR = Veranstaltungsrekord | - WB = Weltbestleistung - WJB = Juniorenweltbestleistung - WYB = Jugendweltbestleistung - AB = Kontinentbestleistung - AJB = Juniorenkontinentalbestleistung - AYB = Jugendkontinentalbestleistung - NB = nationale Bestleistung - NJB = nationale Juniorenbestleistung - NYB = nationale Jugendbestleistung | - PB = persönliche Bestleistung - SB = persönliche Saisonbestleistung - QB = Qualifikationsbestleistung - WL = Weltjahresbestleistung - WJL = Juniorenweltjahresbestleistung - WYL = Jugendweltjahresbestleistung - DSQ = disqualifiziert (engl. Disqualified) - DNS = Wettkampf nicht angetreten (engl. Did Not Start) - DNF = Wettkampf nicht beendet (engl. Did Not Finish) |